# قبار برينغلي
قبار برينغلي (الاسم العلمي:Capparis pringlei) هو نوع من النباتات يتبع جنس القبار من الفصيلة القبارية.